# Saint-Privé, Yonne
Saint-Privé är en kommun i departementet Yonne i regionen Bourgogne-Franche-Comté i norra Frankrike. Kommunen ligger i kantonen Bléneau som tillhör arrondissementet Auxerre. År 2022 hade Saint-Privé 518 invånare.

## Befolkningsutveckling
Antalet invånare i kommunen Saint-Privé
| Referens: INSEE |